# Malwarebytes
Malwarebytes (MBAM, un tempo noto come Malwarebytes Anti-Malware) è un'applicazione per computer e per smartphone, disponibile per Microsoft Windows, per macOS, per Android (compatibile anche con Chrome OS) e per iOS, che trova e rimuove i malware, gli exploit e i ransomware in esso presenti. Creato da Malwarebytes Corporation, è stato distribuito nel gennaio 2008. È disponibile una versione gratuita, che analizza e rimuove i software malevoli quando viene avviato manualmente, e una versione a pagamento, che fornisce scansioni pianificate, protezione in tempo reale e uno scanner di memoria "flash".

## Panoramica
MBAM ha lo scopo di trovare dei malware, degli exploit e dei ransomware che altri programmi antivirus e antispyware in generale non rilevano, inclusi Rogue Security Software, adware e spyware. MBAM quindi non interferisce con gli attuali antivirus e antispyware sul computer.
MBAM è disponibile sia in un'edizione gratuita sia a pagamento. L'edizione gratuita consente di eseguire manualmente le scansioni pianificate, mentre la versione a pagamento automaticamente. La versione a pagamento aggiunge anche la protezione in tempo reale, basata sul blocco degli indirizzi IP per impedire l'accesso a siti Web dannosi come pure una scansione "flash", che analizza in tempo reale l'apertura dei servizi, programmi e driver.
Il software, nato inizialmente per scovare solo i malware, è stato rivoluzionato l'8 dicembre 2016, quando la ditta Malwarebytes è andata incontro alle richieste di molti loro utenti riunendo in una sola suite i suoi due software di punta, ovvero Malwarebytes Anti-Malware e Malwarebytes Anti-Exploit (o MBAE, quest'ultimo pubblicato nel 2014 per l'appunto per fronteggiare specificatamente gli exploit), e la Protezione Web, già inclusa in MBAM, ai quali è stato aggiunto Malwarebytes Anti-Ransomware (MBAR), fino a quel momento in fase beta, dando vita a Malwarebytes for Windows.
Ad agosto 2017, con l'uscita di Malwarebytes 3.2 per Windows, la ditta aggiorna anche le due varianti del prodotto destinate ai Mac e ai dispositivi Android, distribuendo i nuovi Malwarebytes for Mac e Malwarebytes for Android (reso poi compatibile anche con Chrome OS, dopo l'approdo del Google Play Store sulla piattaforma software realizzata per i Chromebook), passati entrambi da Free a Freemium/Premium come la versione per Windows.
Il 26 giugno 2018 viene messo in commercio Malwarebytes for iOS sull'App Store, inizialmente non disponibile per l'Italia. Lo diverrà solo con l'arrivo della rivoluzionaria versione 5.0, rilasciata globalmente il 10 luglio 2023.
Tra il 2020 e il 2021 viene rilasciata, sulle quattro piattaforme di Windows, MacOS, Android e iOS, la prima versione di Malwarebytes VPN, il servizio ufficiale di VPN della ditta, da allora offerto stand-alone oppure in bundle con il programma principale.